# Насер Ђига
Јакуба Насер Ђига (фр. Yacouba Nasser Djiga; Бобо-Дјуласо, 15. новембар 2002) фудбалер је који тренутно наступа за Вулверхемптон и репрезентацију Буркине Фасо.

## Клупска каријера
Ђига је на почетку каријере наступао у својој матичној држави. У јуну 2021. године је потписао четворогодишњи уговор с Базелом. Током такмичарске 2022/23. наступао је на позајмици у француском друголигашу Ниму. Почетком септембра 2023. прешао је на једногодишњу позајмицу у Црвену звезду, уз опцију откупа уговора. Почетком фебруара 2025. прешао је у Вулверхемптон и с клубом потписао уговор до 2030. године.

## Репрезентативна каријера
Забележио је четири наступа за репрезентацију своје државе у узрасту до 20 година старости. Није добио дозволу клуба да иде на Афрички куп нација 2021. За Буркину Фасо дебитовао је 2022, наступивши на два пријатељска сусрета.
Позван је у састав репрезентације за Афрички куп нација 2023.